# Imotski
Imotski (wł. Imoschi, niem. Eimot) – miasto w Chorwacji, w żupanii splicko-dalmatyńskiej, siedziba miasta Imotski. W 2011 roku liczyło 4757 mieszkańców.

## Modro Jezero
Na terenie miasta znajduje się Modro Jezero. Jest to jezioro krasowe, którego głębokość dochodzi do 100 m i waha się w zależności od pory roku. Wysokość leja krasowego jeziora wynosi 290 m. Modro Jezero ma długość ok. 800 m i szerokość ok. 500 m. Tafla jeziora, przy wysokim poziome wody, znajduje się na wysokości 342 m n.p.m. Swoją nazwę jezioro zawdzięcza turkusowemu kolorowi wody. Latem jezioro potrafi całkowicie wyschnąć, a na jego dnie rozgrywane są mecze piłkarskie pomiędzy drużynami Vilenjaci a Vukodlaci. Do jeziora można zejść utwardzoną ścieżką. Ścieżka powstała w 1907 roku po decyzji przebywającego w okolicy cesarza Austrii, Franciszka Józefa I. W jeziorze znajdują się trzy głazy, które wyznaczają poziom jeziora. Gdy na głazie Katavić na wysokości 6 metrów pojawi się tafla wody, rozpoczyna się sezon pływacki. Głaz Jakićin wyznacza środek sezonu pływackiego. Natomiast głaz Pavić pojawia się pod koniec sezonu pływackiego.